# Verdrag tussen Groot-Brittannië en Ethiopië
Het Verdrag tussen Groot-Brittannië en Ethiopië uit 1902 definieerde de grens tussen Ethiopië en Soedan dat toen nog niet onafhankelijk was, maar deel was van het Britse Rijk.

## Achtergrond

### Historische context
In de tweede helft van de negentiende eeuw kwam Egypte steeds meer onder invloed van Westerse machten. Vooral Groot-Brittannië speelde een grote rol in de kolonisatie van Egypte. Na de opening van het Suezkanaal in 1869, ontstond er een strategisch voordeel voor Britse handelsroutes naar India. In 1882 werd Egypte officieel bezet door Groot-Brittannië, waarmee Egypte een Brits protectoraat werd. De Britten hadden vooral veel baat bij de bescherming van het Suezkanaal en dat was dan ook hun grootste doel in Egypte. Toch hadden de Britten ook grote invloed op de Egyptische economie en politiek. De koloniale overheersing van Groot-Brittannië creëerde daarnaast de fundering voor de spanningen rondom de toegang van het water van de Nijl.
Net zoals Egypte kwam ook Soedan eind negentiende eeuw onder de controle van Groot-Brittannië. Vanaf 1899 kwam Soedan officieel onder het bestuur van zowel Groot-Brittannië als Egypte te staan. Volgens Groot-Brittannië was Soedan een strategisch gebied om de controle over de rivier de Nijl te blijven garanderen, iets wat cruciaal was voor het beschermen van Britse interesses in Egypte. De Britten hadden dan ook, in tegenstelling tot Egypte, de meeste macht en zeggenschap over economische en politieke besluiten. De focus op de waterverdeling van de Nijl leidde uiteindelijk tot de verdragen van 1902, waarin verschillende afspraken werden gemaakt over de verdeling van het Nijlwater.
In tegenstelling tot Egypte en Soedan, heeft Ethiopië maar een kort koloniaal verleden gekend, waarmee het zich onderscheidt van veel andere landen in Afrika en het Midden-Oosten. Zo wist Ethiopië Italië te verslaan in 1896, wat een einde maakte aan de pogingen om het land te koloniseren. Toch werd Ethiopië wel betrokken bij de kolonisatie en waterpolitiek van Egypte en Soedan, wat veel spanningen met zich meebracht.

### Nijl
Met een lengte van ongeveer 6695 km, is de Nijl de langste rivier van de wereld. De Nijl fungeert als navelstreng die elf verschillende Afrikaanse landen, namelijk Egypte, Ethiopië, Soedan, Zuid-Soedan, Rwanda, Tanzania, Oeganda, Burundi, Congo, Eritrea en Kenia, met elkaar verbindt. Meer dan driehonderd miljoen mensen zijn afhankelijk van het water uit de Nijl en het verlangen naar economische ontwikkeling zorgt ervoor dat de rivier nog nooit zo belangrijk is geweest.
De Nijl ontspringt als Blauwe Nijl in het Tanameer in Ethiopië en ook als Witte Nijl in het Victoriameer. De twee rivieren komen samen in de hoofdstad van Soedan, Khartoem. Hierna stroomt deze noordwaarts naar Egypte en mondt uiteindelijk uit in een delta in de Middellandse Zee.
Door de eeuwen heen heeft de Nijl een cruciale rol gespeeld in de ontwikkeling van beschavingen. Jaarlijkse overstromingen van de Nijl zorgden voor sedimentafzetting en daarmee voor vruchtbare landbouwgrond. Zonder de jaarlijkse overstroming van de Nijl was er geen voedsel.
Ook landaanwinning heeft in de voorgaande twee eeuwen het landschap hervormd, vooral in Egypte. Hiermee is ook de landbouwproductie toegenomen. Landaanwinning heeft te maken met de watertoevoer vanuit de Nijl. Het vervoeren van water naar de woestijn maakt het mogelijk om zand om te zetten in gewassen. De bouw van de eerste Aswandam in 1902 en de tweede Aswandam in de jaren ‘60 van de twintigste eeuw maakte extra water beschikbaar en zorgde voor nieuwe mogelijkheden voor landbouw.
Anno 2024 is het water uit de Nijl nog steeds van cruciaal belang voor de omringende landen. Vooral Egypte en Soedan zijn afhankelijk van het water, niet alleen voor irrigatie, maar ook voor energieopwekking. Toch zorgt de toegang tot het water uit de Nijl voor veel politieke spanningen tussen Ethiopië, Egypte en Soedan. Historisch gezien heeft Egypte de overmacht op het Nijlwater. Egypte heeft de grootste bevolking, rijkste economie en had in het verleden de nauwste banden met wereldmachten zoals Groot-Brittannië, de Sovjet-Unie en de Verenigde Staten. De dominantie van Egypte is dan ook gevormd in de koloniale tijd. Dit worden de Nijl Verdragen genoemd. Deze verdragen zijn cruciaal gebleken bij het bepalen wie wel en niet toegang had, en nog steeds heeft, tot het water van de Nijl.

## Inhoud van het verdrag
Het verdrag werd gesloten op 15 mei 1902 en werd in twee talen ondertekend: Engels en Amhaars. De ondertekeningen werden gedaan door het Verenigd Koninkrijk, Italië en Ethiopië. Het verdrag bevat vier artikelen:
1. De grens tussen Soedan en Ethiopië
2. De grens zal op de grond worden vastgesteld door een grenscommissie
3. Ethiopië zal niet bouwen in of op de Blauwe Nijl, het Tanameer en de rivier Sobat, zonder toestemming van Groot-Brittannië en Soedan.
4. Soedan en Groot-Brittannië krijgen een stuk land in de buurt van de rivier Baro-Akobo in bruikleen, voor commercieel en niet-militair gebruik.
5. Soedan en Groot-Brittannië mogen een spoorlijn aanleggen door Ethiopië om Soedan met Oeganda te verbinden.
Twee toevoegingen, die de landsgrenzen tussen Ethiopië en Eritrea en de landsgrenzen tussen Eritrea en Soedan vaststelden, werden in het Engels en het Italiaans uitgebracht. Deze werden ondertekend door Italië en het Verenigd Koninkrijk.
Hoewel in het verdrag staat vermeld dat de twee vertalingen identiek zijn, is de Engelse versie van het verdrag specifieker dan de Amhaarse versie. Zo missen in de Amhaarse versie de specifieke lengte- en breedtegraden in artikel 1 en mist de benoeming van Soedan in artikel 3.

## Het verdrag in hedendaagse context

### Herzieningen
Zowel in 1929 als in 1959 was de overeenkomst tussen Groot-Brittannië en Ethiopië herzien. Het verdrag uit 1929 stelde dat Egypte het veto recht had over alle waterbouwkundige werkzaamheden die de watervoorraden, afkomstig uit de Nijl, zouden kunnen verminderen. Daarnaast stond vastgelegd dat Egypte jaarlijks 84 miljard kubieke meter water kreeg, waar Sudan maar 4 miljard kubieke meter kreeg. Dit zou genoeg moeten zijn voor de ontwikkeling van het land. Verder negeerde het verdrag de andere 6 oeverstaten.
Het verdrag uit 1959, toen alle landen onafhankelijk waren, herzag alleen de waterquota's van de landen. De rest van de afspraken bleven hetzelfde. Zo had Egypte recht op 55.5 miljard kubieke meter en Soedan 18.5 miljard kubieke meter. Hierbij is rekening gehouden dat landen tussen Soedan en Egypte ook gebruik maken van het water, waardoor er dus minder water uiteindelijk voor Egypte beschikbaar zal zijn. Toch zorgt dit verdrag ervoor dat Soedan afhankelijk wordt van Egypte, waardoor zij geforceerd worden om, samen met Egypte, te concurreren tegen Ethiopië.
Sinds het aannemen van het verdrag van Entebbe in 2011 door de zes oeverstaten langs de Nijl hebben nu ook Ethiopië, Kenia, Uganda, Rwanda, Tanzania en Burundi het recht om projecten in de Nijl te bouwen, zonder toestemming van Egypte. Zo kunnen de landen nu onafhankelijk van Egypte dammen en ander soort projecten bouwen.

### Bouwprojecten in de Nijl

#### Aswandam
De Aswandam sluit de Nijl bij Aswan, in Egypte, af. Hierbij werd het 550 kilometer lange Nassermeer gecreëerd. De constructie van de dam begon in 1960 en de dam was klaar om in gebruik te nemen in 1970, met behulp van de Sovjet-Unie. De dam is 3600 meter land en 980 meter breed. De dam werd gebouwd met twee doelen, namelijk om overstromingen in de Nijldelta te voorkomen en om elektriciteit op te wekken voor het hele land. Doordat de toestroom van water door de Nijl nu gereguleerd kon worden, konden gewassen die een constantere en grotere watertoevoer nodig hebben ook in Egypte geteeld worden. Daarnaast zijn boeren minder afhankelijk van de grillen van de natuur, waardoor er de mogelijkheid ontstaat voor grootschalige landbouw, die het rendement van boeren en de nationale voedselproductie vergrootte.
Toch hebben ook door het Nassermeer duizenden mensen moeten verhuizen en ook een aantal archeologische sites moesten worden verplaatst.

#### Dammen in Soedan
Soedan kent drie belangrijke dammen, namelijk de Sennardam, de Roseiresdam en de Merowe Highdam. De Sennar Dam is een dam met als voornaamste doel om irrigatie vanuit de Blauwe Nijl te reguleren. De dam is 3025 meter lang en 40 meter hoog en in gebruik genomen in 1925.
De Roseires Dam is ook gelegen in de Blauwe Nijl en heeft net zoals de Sennar Dam irrigatie als voornaamste doel. Deze dam is in 1966 in gebruik genomen. In 1977 is hier echter een elektriciteitsgenerator aan toegevoegd, waarmee 280 megawatt aan energie kan worden opgewekt.
De Merowe High Dam is het grootste hydropower project in Afrika, gelegen in de Nijl. Deze dam wordt voornamelijk gebruikt om energie op te wekken. De dam is 9 kilometer lang en 67 meter hoog.

#### Grote Ethiopische Renaissancedam
Ethiopië heeft in 2011 de bouw van de Grand Ethiopian Renaissance Dam (GERD) op de Blauwe Nijl geïntroduceerd. De dam zou de grootse dam in Afrika worden en zou naast water tegenhouden ook elektriciteit opwekken. Deze elektriciteit wordt deels in eigen land gebruikt en deels worden geëxporteerd. Exportopbrengsten zouden de economische ontwikkelingen stimuleren om zo interne crises, zoals populatie stijging, droogte en voedseltekorten te voorkomen. Ook zou de bouw van de GERD de eenheid binnen het land versterken; elke vorm van weerstand wordt beschouwd als een neokoloniale poging om de ontwikkeling van Ethiopië te belemmeren en het in een afhankelijke positie te plaatsen. Vanaf het moment dat Ethiopië begon met het vullen van het GERD-reservoir, verslechterde de band tussen het land en Egypte. Omdat er tussen beide landen geen overeenkomst bereikt was, heeft Ethiopië sinds 2020 eenzijdig het reservoir gevuld. Egypte meldde dit bij de VN-Veiligheidsraad en stelde een resolutie voor, waarbij de VN internationale hulp aanbood voor het onderhandelingsproces. Daarnaast drongen zij er bij Ethiopië op aan zich te onthouden van ongecoördineerde acties. Na de vergadering op 29 juni 2020 spraken alle leden van de Veiligheidsraad hun steun uit voor bemiddeling van de Afrikaanse Unie, maar onthielden zich van het aannemen van een resolutie. In 2023 maakt de Ethiopische premier Abiy Ahmed bekend dat het vullen van de GERD was voltooid.
Ook is er kritiek op de bouw van de dam. Zo kan het zijn dat het onderbreken van de stroming water naar Egypte invloed zal hebben op de landbouwsector in Egypte. Hierdoor zal het land minder eten kunnen produceren. Ethiopië reageert hierop dat de dam juist voordelen zal opbrengen voor de regio. Zo zullen er minder overstromingen zijn en ook kan de elektriciteit die gegenereerd wordt goedkoop worden doorverkocht aan andere oeverstaten.

### Egypte
Egypte heeft in alle drie de verdragen een veto over wat er met het water uit de Nijl gebeurt. De reden hiervoor is dat Egypte een discours van water 'securitization' kent. Dit discours is in het leven geroepen om de kans op watertekort te minimaliseren, wat een negatief effect op de economie kan hebben. De Egyptische economie is namelijk voor 90% afhankelijk van de watertoevoer van de Nijl.

### Soedan
Hoewel Soedan zich lange tijd neutraal heeft gehouden in het diplomatieke conflict tussen Ethiopië en Egypte, heeft de Soedanese minister van Watervoorraden zich in 2020 toch negatief geuit over de GERD. In 2022 riep het op om hier afspraken over te maken tussen de drie landen, met bemiddeling van de Verenigde Naties, de Europese Unie en de Verenigde Staten. Volgens Soedan benadrukte de voordelen van de GERD: de constante stroom aan water zou voordelig kunnen zijn voor de landbouw en de dam zou de jaarlijkse overstromingen voorkomen, die verwoestend zouden zijn. Een nadeel zou zijn dat Soedan de jaarlijkse toevoer van rivierslib mist. Het rivierslib komt jaarlijks mee met de overstromingen van de Nijl en draagt bij aan de vruchtbaarheid van de landbouwgrond. Verder zou de vulling van het stuwmeer van de GERD zorgen voor een daling van het waterpeil in Soedan, wat droogte tot gevolg heeft. Dit is slecht voor de drinkwater- en voedselvoorzieningen in het land. Daarnaast wordt er gevreesd voor de veiligheid van het land. Er zou bij de bouw van de GERD te weinig aandacht zijn geweest voor de risico’s van het doorbreken, wat grootschalige overstromingen in Soedan tot gevolg kan hebben. Khartoem zou volledig onder water kunnen komen te staan. Echter, door het uitbreken van de conflicten in april 2023, ontbreekt een unaniem standpunt van Soedan ten opzichte van de GERD. In juli 2024 is Ethiopië begonnen met de laatste vulling van het stuwmeer.

### Ethiopië
Het verdrag dat in 1902 werd opgesteld tussen Groot-Brittannië en Ethiopië is vandaag de dag nog onderwerp van discussie. Ethiopië ziet het verdrag als een koloniaal overblijfsel. Het land stelt dat zij nu recht heeft op het gebruik van haar natuurlijke hulpbronnen. In 2011 werd door Ethiopië, Kenia, Oeganda, Burundi, Tanzania en Rwanda het Verdrag van Entebbe ondertekend. Deze landen, die ook allemaal de Nijl omringen, werden tot dan toe het water ontzegd. Het Verdrag van Entebbe streeft naar een inclusieve benadering omtrent het gebruik van water, waarbij de landen die het hebben ondertekend in staat zijn de waterbronnen van de Nijl te gebruiken voor economische ontwikkeling. Dit zonder toestemming van Egypte. Het bouwen van de Grand Renaissance Dam is hierin voor Ethiopië een belangrijke ontwikkeling geweest.
In 2011 werd de bouw van de GERD bekendgemaakt. De dam, die de grootste van Afrika zou worden, zou genoeg elektriciteit genereren om zowel de binnenlandse behoeften te voorzien, als export naar buurlanden te garanderen en zou daarmee de economische ontwikkeling van Ethiopië stimuleren. Ook de eenheid binnen het land zou worden versterkt door de bouw van de GERD; elke vorm van weerstand wordt door Ethiopië beschouwd als een neokoloniale poging om de ontwikkeling van Ethiopië te beperken en haar natuurlijke hulpbronnen te ontzeggen.
Het verdrag van 1902 zorgde in de hedendaagse context ook voor spanningen tussen Ethiopië en Soedan. De grenzen die toentertijd zijn getrokken, misten duidelijke scheidingslijnen. Zeker sinds de onafhankelijkheid van Soedan in 1955 zijn de afbakeningen een onopgeloste kwestie. Dit resulteerde in 2020 in grote onrust en gewapende conflicten over de landbouwgrond in Al-Fashaga. Het beslaat ongeveer 100 vierkante mijl langs de noordwestelijke grens van Oost-Soedan en Noord-West-Ethiopië. Boeren zouden al tientallen jaren gewassen uit beide landen oogsten, waarbij weinig aandacht zou zijn voor de oude afbakeningen. De onrust breidde zich steeds meer uit en in december van 2020 viel Ethiopië Soedan aan, waarbij meerdere militaire officieren werden gedood. Toch, na een reactie van de Soedanese premier Abdalla Hamdok, riep de Ethiopische premier Abiy Ahmed op tot verzoening en dialoog om de problemen tussen de twee landen op te lossen.